# Sommardagboken
Sommardagboken är [Ingenting]s andra EP, utgiven 10 maj 2006 på skivbolaget Labrador.
Låten "Släpp in solen" kom även att ingå på bandets andra studioalbum Mycket väsen för ingenting (2006), medan övriga spår är unika föra detta släpp.

## Låtlista
Där inte annat anges är låtarna skrivna av Christopher Sander.
1. "Släpp in solen"
2. "Sluta ge mig råd"
3. "Så varm, så kall"
4. "Skumma saker (live)" (Johan Duncansson)
5. "De svåraste orden" (Mr Suitcases midnattsmix)

### Fotnoter
1. 1 2  ”Sommardagboken”. Discogs.com. http://www.discogs.com/Ingenting-Sommardagboken/release/866245. Läst 2 mars 2012.
2. ↑  ”Ingenting”. Labrador. Arkiverad från originalet den 1 mars 2012. https://web.archive.org/web/20120301063741/http://www.labrador.se/releases/ingenting.php3. Läst 2 mars 2012.